# Immeuble Brofeldt
L'immeuble Brofeldt (en finnois : Brofeldtin talo) est un bâtiment historique du quartier de Kruununhaka à Helsinki en Finlande.

## Histoire
En 1830, le commerçant Peter Brofeldt fait construire un édifice de deux étages de style néo-Renaissance.
En 1831, on y ajoute un étage.
Le rez-de-chaussée héberge des boutiques, le premier étage est habité par Peter Brofeldt, le second étage dispose d'appartements en location.
Dès mi-1830, on construit une aile d'un étage en bordure de la rue Sofiankatu. 
En 1841, Peter Brofeldt cède l’immeuble au marchand Aleksei Koudrakoff qui y vend, entre autres, du caviar et du foie gras. 
En 1863, Carl Theodor Mellgren conçoit de nouvelles modifications dont une aile à deux étages sur Sofiankatu.  
En 1895, Theodor Höijer opère des modifications, la façade est transformée en style néo-Renaissance, on ouvre des vitrines du côté de Pohjoisesplanadi et la porte d'entrée est déplacée au milieu de la façade principale,.
En 1912–1914, l'aile côté cour est remplacée par un bâtiment en bordure de la rue Sofiankatu et dans la cour on construit une agence bancaire de style Jugend. 
Ces travaux sont conçus par Lars Sonck et par le cabinet de Valter Jung & Emil Fabritius. 
En 1923, Runar Finnilä ajoute encore un bâtiment dans la cour. 
La banque fonctionnera jusqu'en 1931 quand la ville rachète le bâtiment.
En 1968–1971,  Aarno Ruusuvuori conçoit les travaux de rénovation. 
Actuellement l'immeuble abrite des bureaux de la trésorerie de la ville d'Helsinki,.